# Sister Christine
Christina Greenstidel, mais conhecida como Sister Christine (Irmã Christina) (Nuremberga, 17 de agosto 1866 – Nova Iorque, 27 de março 1930), foi uma mística, professora e assistente social alemã, amiga e discípula de Swami Vivekananda.

## Biografia
Nascida em Nuremberga em 1866, em 24 de fevereiro 1894 leu em Detroit um escrito de Swami Vivekananda e ficou muito tocada. Daí começou uma correspondência com Swami que durou até 1902, quando Christina chegou pela primeira vez à Índia, começando a trabalhar como professora e assistente social.
Depois da morte de Sister Nivedita em 1911, Christine virou diretora do Nivedita's girls' school.
Voltou para os EUA em 1914 e retornou novamente para a Índia em 1924, mas achou que a vida em Bosepara Lane mudou demais durante a sua ausência, daí que, em 1928, ela voltou definitivamente aos EUA, motivada também pelos seus problemas de saúde.
Faleceu em Nova Iorque em 27 de março de 1930.

## Bibliografía
- Gallagher, Eugene V.; Ashcraft, W. Michael, eds. (2006). Introduction to New and Alternative Religions in America: African diaspora traditions and other American innovations: Introduction. Westport, Connecticut: Greenwood Publishing Group. ISBN 978-0-275-98717-6.
- Shack, Joan (2012). A Monumental Meeting. Sri Sarada Society Notes (Albany, New York) 18.
- The Vedanta Kesari 84. Sri Ramakrishna Math. 1997. ISSN 0042-2983.
- RKMIC (1995). Bulletin of the Ramakrishna Mission Institute of Culture.
- Vrajaprana, Pravrajika (1996). A portrait of Sister Christine. Calcutta: Ramakrishna Mission Institute of Culture. ISBN 978-8185843803.
- Vivekananda, Swami (1996). My India : the India eternal (1st ed. ed.). Calcutta: Ramakrishna Mission Institute of Culture. ISBN 9788185843513.